# 似帶犬齒非鯽
似帶犬齒非鯽又名似帶小麗魚，為輻鰭魚綱䲁形目麗魚科犬齒非鯽屬的其中一種，2018年被IUCN列為無危物種，分布於非洲馬拉威湖Likoma島流域，體長可達8.6公分，棲息在中底層水域，生活習性不明。

## 擴展閱讀
- 維基物種上的相關：似帶小麗魚